# Districte de Nontronh

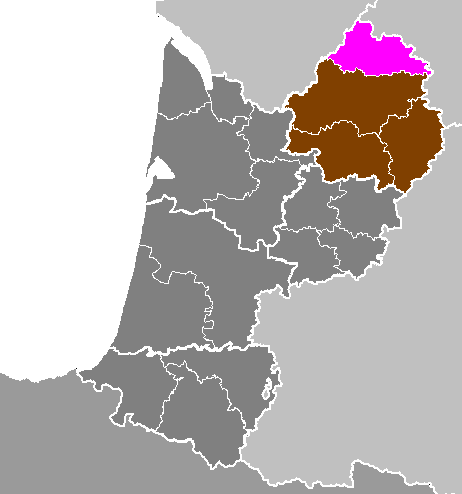
Localització del Districte de Nontronh

El Districte de Nontron és un dels quatre districtes del departament francès de la Dordonya, a la regió de la Nova Aquitània. Té 8 cantons i 80 municipis. El cap del districte és la sotsprefectura de Nontron.

## Cantons
- cantó de Bussiera Badiu ;
- cantó de Champanhac ;
- cantó de Jumilhac lu Grand ;
- cantó de La Noalha ;
- cantó de Maruelh ;
- cantó de Nontron ;
- cantó de Sent Pardol la Ribiera ;
- cantó de Tivier.